# Sasha Neulinger
Sasha Joseph Neulinger (Filadelfia, Pensilvania, 20 de septiembre de 1989) es un actor y director estadounidense. 

## Filmografía
- Unbreakable (2000) como chico del termómetro
- The Pirates of Central Park (2001) como Bobby Walters
- Shallow Hal (2001) como el joven Harold "Hal" Larson
- When Zachary Beaver Came to Town (2003) como Zachary Beaver
- Law & Order: Special Victims Unit como Charlie Monaghan (1 episodio, 2005)
- Camp Hell (2010) como Jimmy
- Rewind (2019) como director